# Vjekoslav Škrinjar
Vjekoslav Škrinjar (* 2. Juni 1969 in Slavonski Brod) ist ein ehemaliger jugoslawischer bzw. kroatischer Fußballspieler.

## Karriere
Škrinjar begann beim unterklassigen Verein NK Borac Podvinje im heutigen Slowenien mit dem Fußballspielen. 1981 schloss er sich der Jugend des BSK Slavonski Brod aus seiner Geburtsstadt an, bei dem er 1987 in den Seniorenbereich aufrückte. 1989 wechselte er in die erste jugoslawische Liga zu Dinamo Zagreb. Dort verbrachte er zwei Spielzeiten und wurde mit dem Klub zweimal jugoslawischer Vizemeister. Er stand bei den berüchtigten Ausschreitungen während des Spiels zwischen Dinamo und Roter Stern Belgrad im Stadion Maksimir am 13. Mai 1990, wenige Wochen nach den ersten Mehrparteienwahlen in Kroatien seit fast fünfzig Jahren, auf dem Platz. Die Ausschreitungen markierten möglicherweise den Anfang vom Ende der ersten jugoslawischen Liga.
Nachdem sich die kroatischen und slowenischen Klubs am 25. Juni 1991 aufgrund der Unabhängigkeitserklärung ihrer Länder aus der jugoslawischen Liga zurückgezogen hatten, wurde vom kroatischen Verband HNS die 1. HNL als höchste Spielklasse gegründet. Als diese wegen des Zerfalls Jugoslawiens und politischer und sozialer Unruhen als verkürzte Saison von Februar bis Juni 1992 durchgeführt wurde, spielte Škrinjar für den NK Zagreb. Auch mit diesem Klub wurde er auf Anhieb Vizemeister. Da Kroatien noch nicht als vollwertiges Mitglied der UEFA akzeptiert war, wurden keine kroatischen Vereine für die Europapokale 1992/93 zugelassen. Im Sommer 1992 kehrte er zu Dinamo, das sich zwischenzeitlich in Croatia Zagreb umbenannt hatte, zurück. Mit Croatia gewann Škrinjar 1993 die kroatische Meisterschaft und 1994 den Landespokal.
1995 folgte sein erstes Auslandsengagement bei Gamba Osaka, einem Klub, der im unteren Mittelfeld der japanischen J.League angesiedelt war. 1997 kehrte Škrinjar zum NK Zagreb zurück. Nach einem kurzen Engagement beim kroatischen Zweitligisten HNK Segesta Sisak wechselte er im Herbst 1999 zum deutschen Zweitligisten 1. FSV Mainz 05. Er debütierte im Team der Rheinhessen am 24. September 1999 beim 1:0-Sieg gegen Hannover 96, als er über die volle Spielzeit eingesetzt wurde. Am 19. Dezember 2001, dem 18. Spieltag der Saison 2001/02, bestritt Škrinjar bei der 0:1-Niederlage gegen Alemannia Aachen sein letztes Spiel für die Mainzer. Am Ende der Saison verpasste der Klub unter Trainer Jürgen Klopp nur knapp den Aufstieg in die Bundesliga. Aufgrund gesundheitlicher Probleme beendete Škrinjar danach seine aktive Laufbahn. Bis 2002 bestritt er insgesamt 42 Zweitliga- und drei DFB-Pokal-Spiele für Mainz, in denen er ohne Torerfolg blieb.

## Sonstiges
Nach seiner Karriere als Profifußballer war Škrinjar im Baugewerbe tätig. Er betreibt eine Kirschbaumfarm in Slawonien und besitzt ein Hotel auf Pag.

## Erfolge
- Kroatische Meisterschaft: 1993
- Kroatischer Pokal: 1994